# 郑恩朱
郑恩朱（谚文：정은주, 朝鲜汉字：鄭恩朱，1988年9月30日—），是韩国著名的女子短道速滑运动员。她是2007年世界短道速滑锦标赛全能亚军。

## 职业生涯
2007年世界短道速滑锦标赛中，郑恩朱获得1500米和3000米接力两个单项金牌，1000米和3000米两个单项银牌和500米铜牌，并获得全能亚军。之后，她又随韩国女子短道速滑队在布达佩斯获得2007年世界短道速滑团体锦标赛团体金牌。

## 资料来源
- 短道在线(英文) （页面存档备份，存于）
- 郑恩朱-国际滑冰联盟（ISU）